# ویتروو
ویتروو (به لاتین: Věteřov) یک منطقهٔ مسکونی در جمهوری چک است که در شهرستان هودونین واقع شده‌است. ویتروو ۸٫۱۸ کیلومتر مربع مساحت و ۵۳۲ نفر جمعیت دارد و ۲۶۴ متر بالاتر از سطح دریا واقع شده‌است.